# نويي-سور-مارن
نويي-سور-مارن (بالفرنسية: Neuilly-sur-Marne)‏ بلدية فرنسية تقع في الضواحي الشرقية في باريس عاصمة فرنسا .

## أعلام
- كونستانس باسكال
- سيلفان ويلتورد
- ويليام فانكور